# Fred Cofield
Frederick  Cofield, (nacido el 4 de enero de 1962 en Ypsilanti, Michigan) es un exjugador de baloncesto estadounidense. Con 1.91 de estatura, su puesto natural en la cancha era el de base.

## Trayectoria
- New York Knicks (1985-1986)
- Albany Patroons (1986-1987)
- Chicago Bulls (1987)
- Albany Patroons (1987)
- Rockford Lightning (1987-1989)
- Chicago Express (1988)
- CB Valladolid (1989)
- Rockford Lightning (1989-1990)
- Youngstown Pride (1990)
- Rockford Lightning (1990-1991)
- Youngstown Pride (1991)
- Rapid City Thrillers (1992-1993)
- Victoria Titans (1993-1994)
- Cocodrilos de Caracas (1994)
- Canberra Cannons (1994-1995)
- Cocodrilos de Caracas (1995-1996)